# Comuna Ploscoș, Cluj
Ploscoș (în maghiară Ploszkos sau Palackos) este o comună în județul Cluj, Transilvania, România, formată din satele Crairât, Lobodaș, Ploscoș (reședința) și Valea Florilor.
Comuna este situată în partea de sud-vest a Câmpiei Sărmașului, pe râul Valea Florilor.

## Istoric
Prima menționare documentară a satului este din 1913. Anumite surse spun că denumirea neobișnuită a satului și comunei este după un vechi obicei al sătenilor de a pune vinul la păstrare în ploscă, zona Ploscoș fiind în trecut o zonă viticolă.
Componența etnică a comunei Ploscoș
     Români (89,26%)
     Alte etnii (10,74%)
Componența confesională a comunei Ploscoș
     Ortodocși (84,07%)
     Penticostali (3,15%)
     Alte religii (1,3%)
     Necunoscută (11,48%)
Conform recensământului efectuat în 2021, populația comunei Ploscoș se ridică la 540 de locuitori, în scădere față de recensământul anterior din 2011, când fuseseră înregistrați 702 locuitori. Majoritatea locuitorilor sunt români (89,26%). Din punct de vedere confesional, majoritatea locuitorilor sunt ortodocși (84,07%), cu o minoritate de penticostali (3,15%), iar pentru 11,48% nu se cunoaște apartenența confesională.

### Evoluție istorică
Ploscoș - evoluția demografică

|  | Graficele sunt indisponibile din cauza unor probleme tehnice. Mai multe informații se găsesc la Phabricator și la wiki-ul MediaWiki. |

Date: Recensăminte sau birourile de statistică - grafică realizată de Wikipedia

## Politică și administrație
Comuna Ploscoș este administrată de un primar și un consiliu local compus din 9 consilieri. Primarul, Ioan-Daniel Aitoneanu[*], de la Partidul Social Democrat, este în funcție din 1 noiembrie 2024. Începând cu alegerile locale din 2024, consiliul local are următoarea componență pe partide politice:
|  | Partid                          | Consilieri | Componența Consiliului | Componența Consiliului | Componența Consiliului | Componența Consiliului |
|  | ------------------------------- | ---------- | ---------------------- | ---------------------- | ---------------------- | ---------------------- |
|  | Partidul Social Democrat        | 4          |                        |                        |                        |                        |
|  | Partidul Național Liberal       | 2          |                        |                        |                        |                        |
|  | Uniunea Salvați România         | 1          |                        |                        |                        |                        |
|  | Alianța pentru Unirea Românilor | 1          |                        |                        |                        |                        |
|  | Partidul Mișcarea Populară      | 1          |                        |                        |                        |                        |

## Transporturi
În satul Ploscoș există haltă de cale ferată, iar în satul Valea Florilor există stație de cale ferată (linia CFR Cluj-Câmpia Turzii).

## Imagini

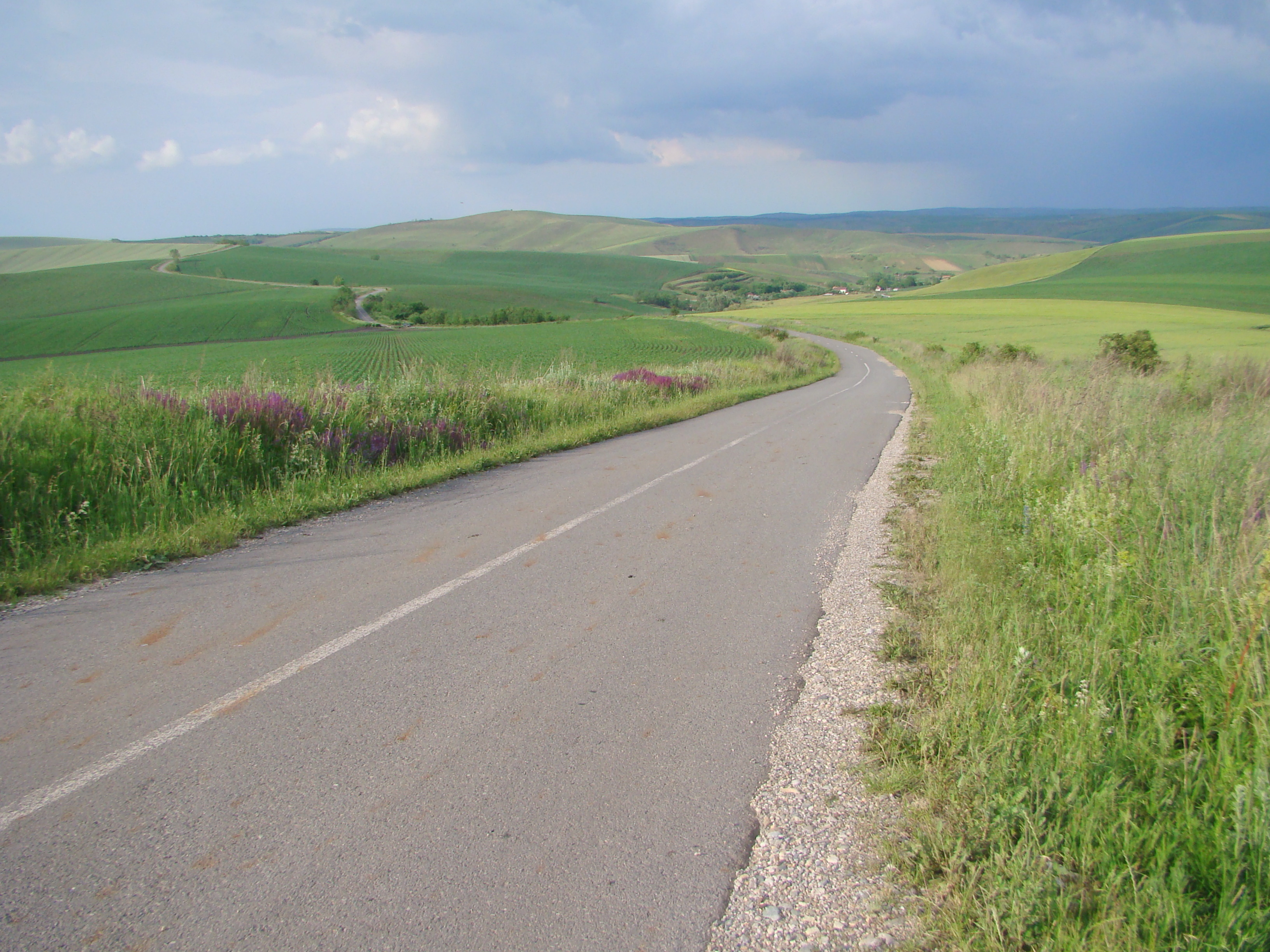
Drumul Turda-Ploscoș
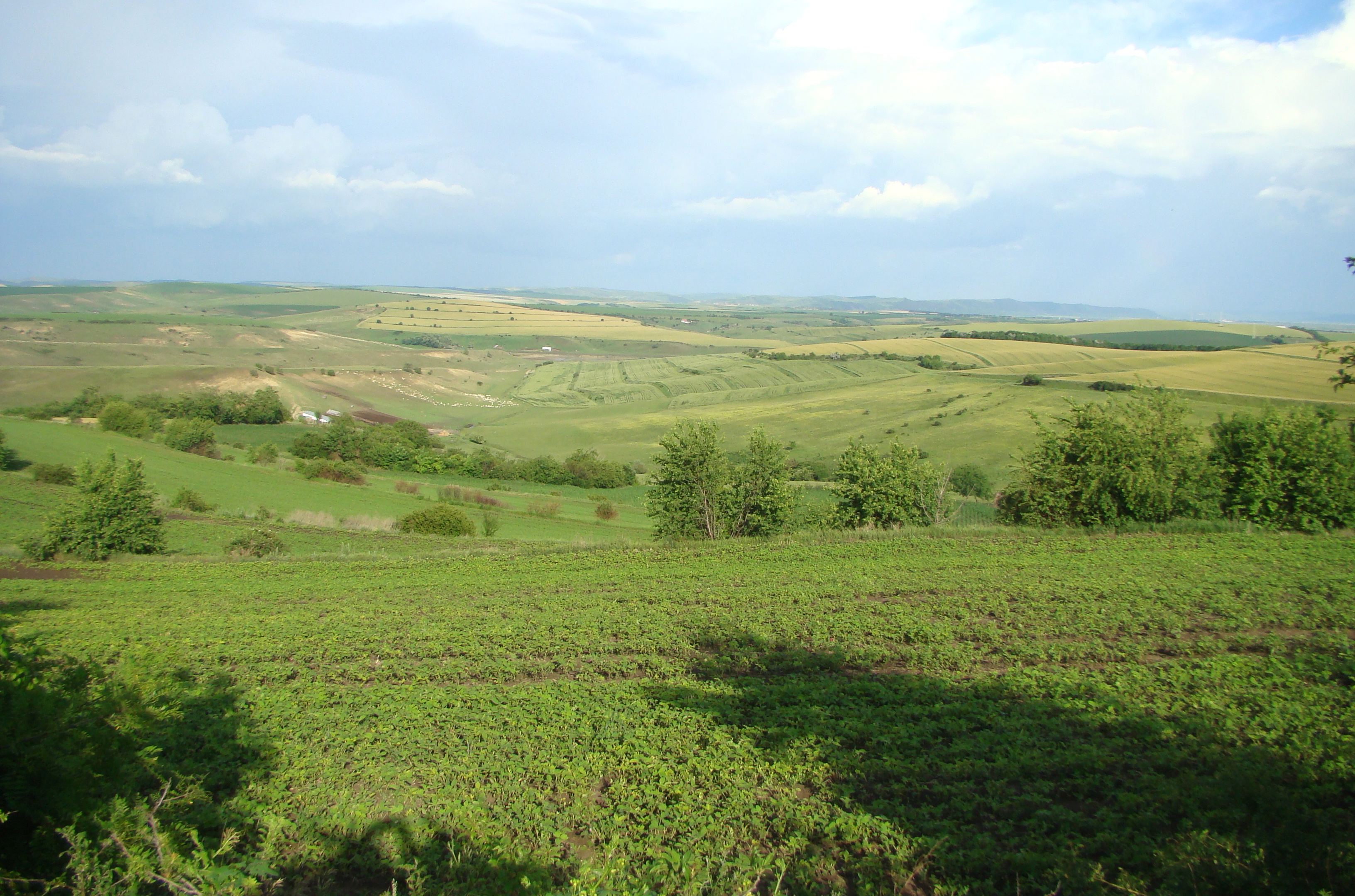
Lângă drumul Turda-Ploscoș (județul Cluj)
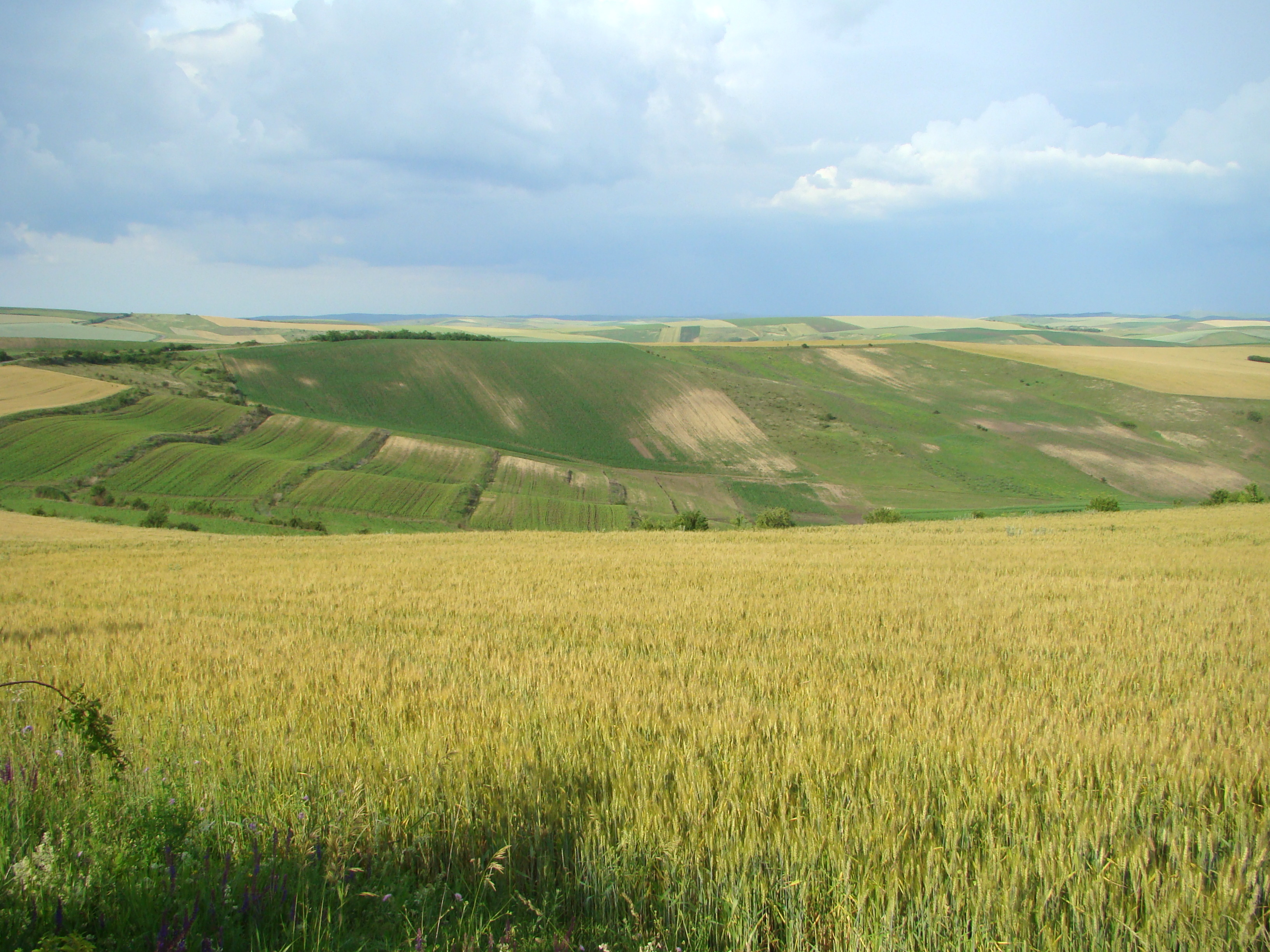
Lângă drumul Turda-Ploscoș (județul Cluj)
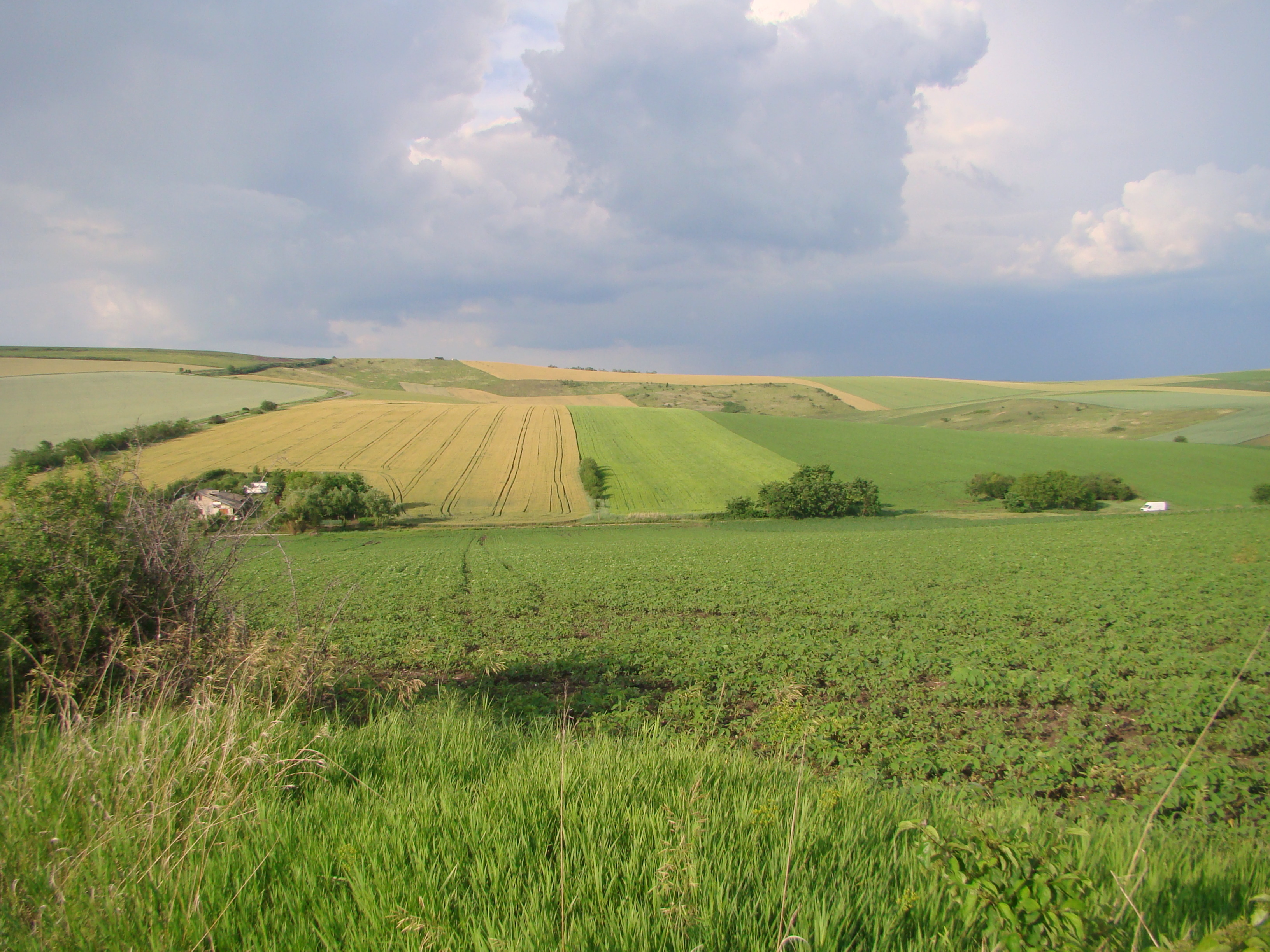
Lângă drumul Turda-Ploscoș (județul Cluj)
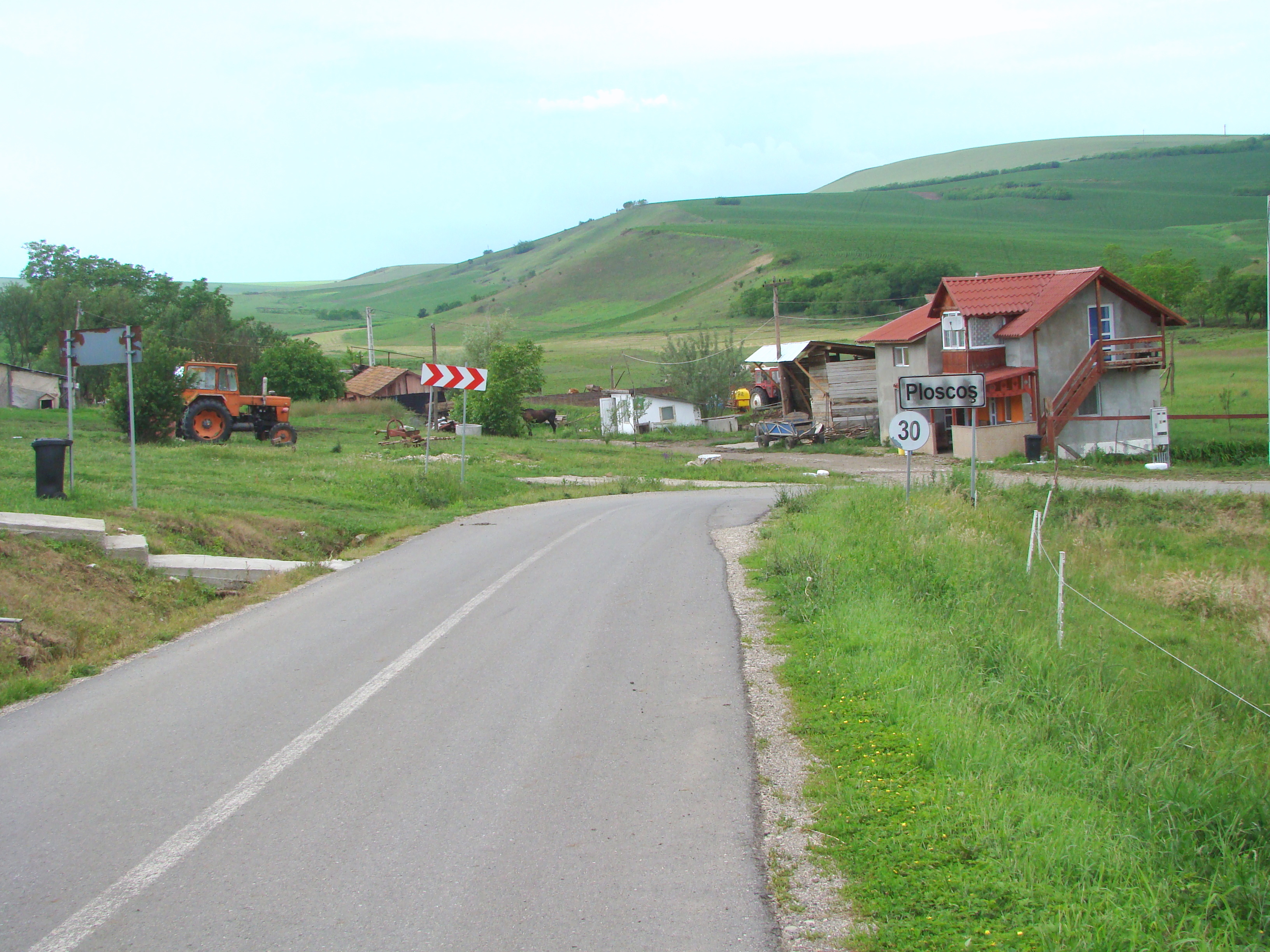
Intrarea în localitate
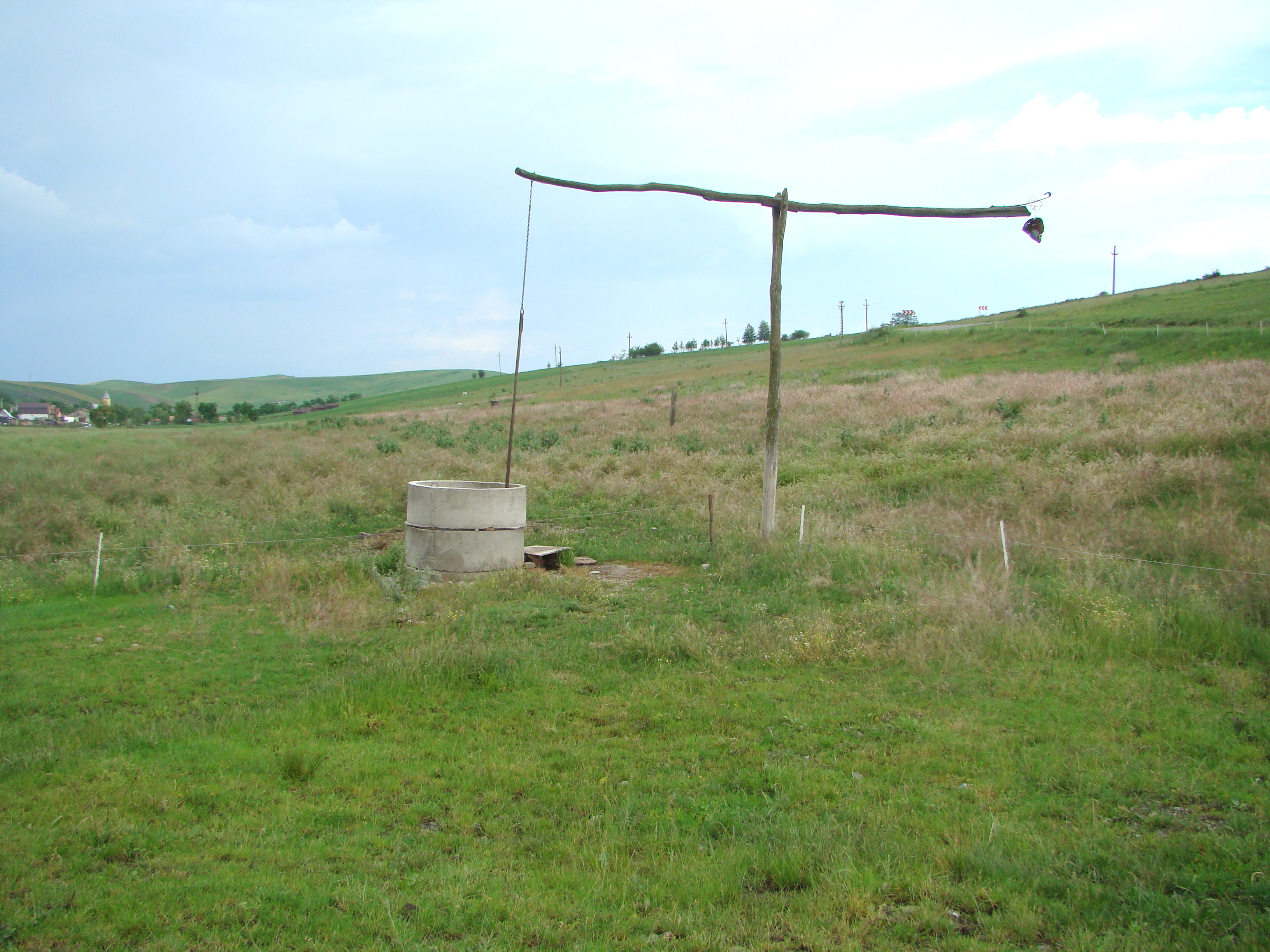
Fântână cu cumpănă
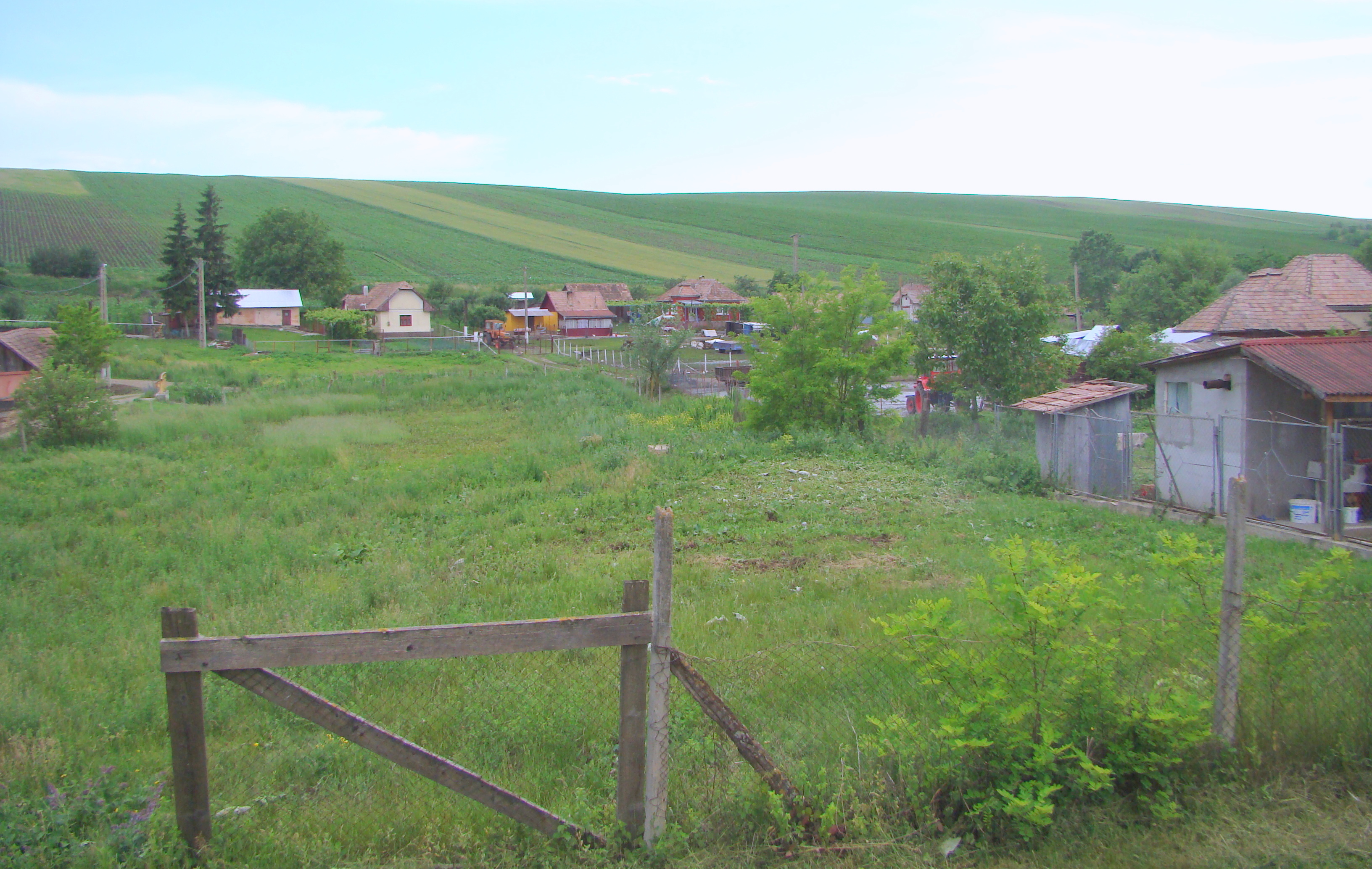
Ploscoș, județul Cluj
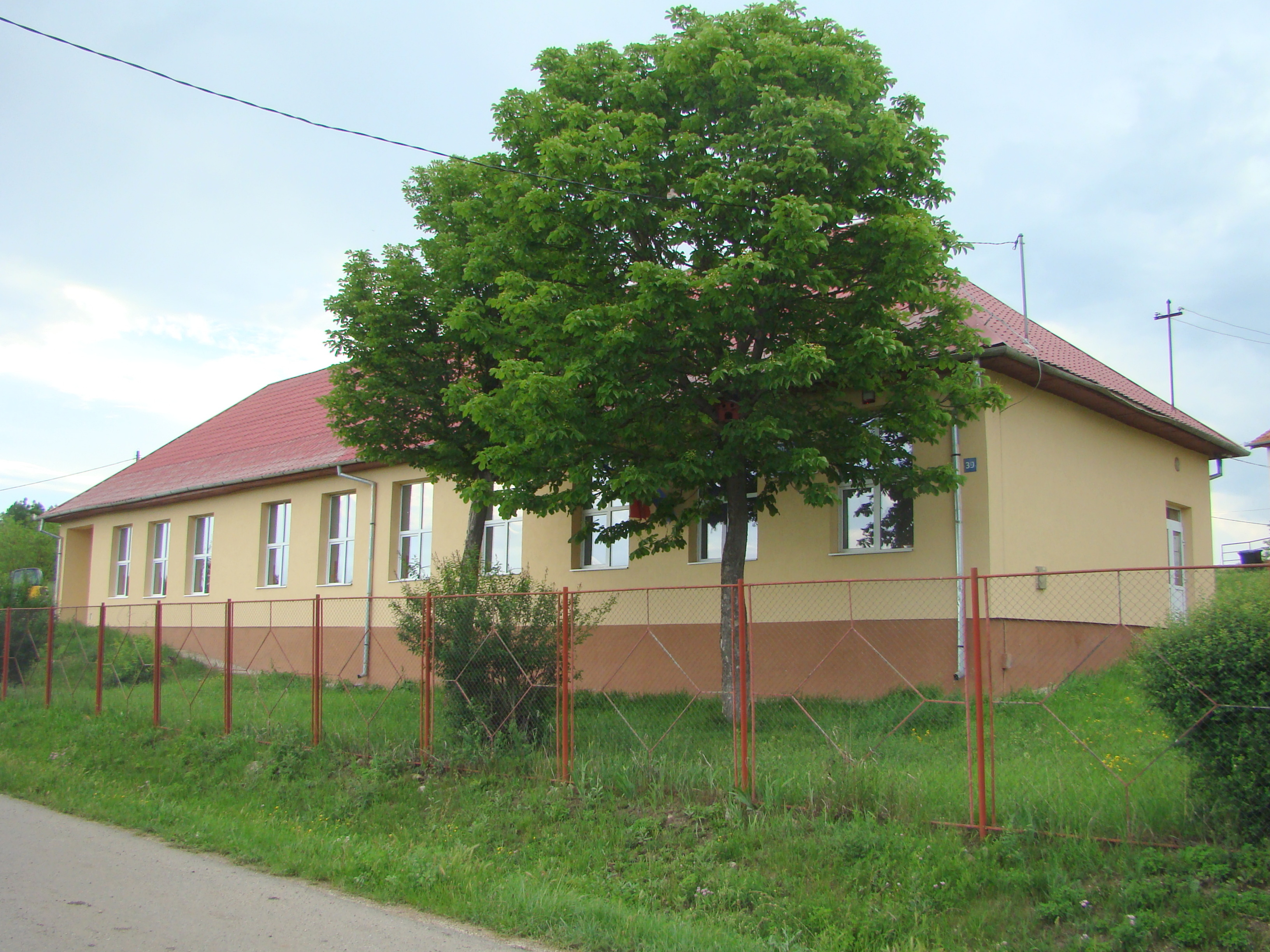
Școala
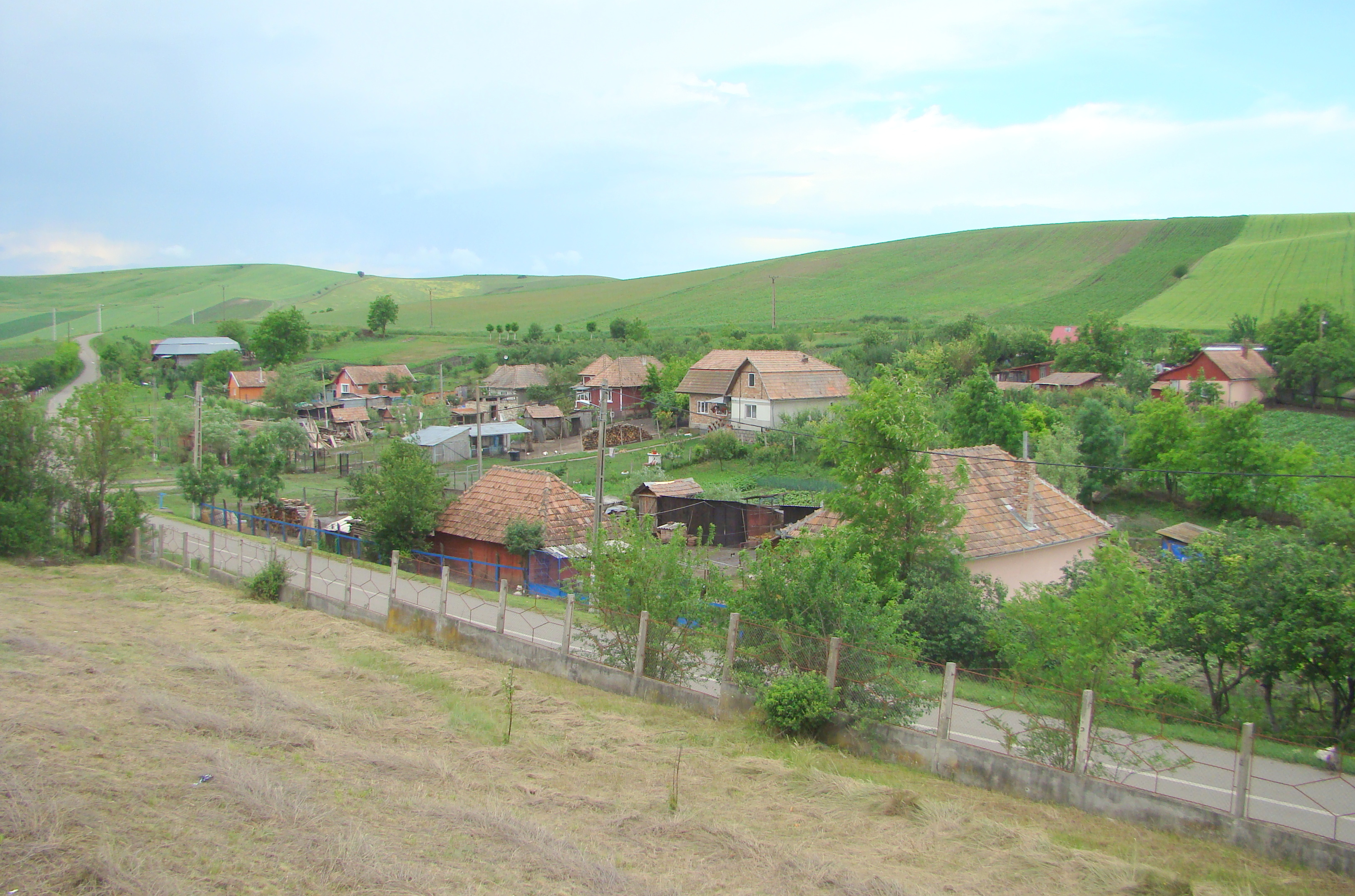
Ploscoș, județul Cluj
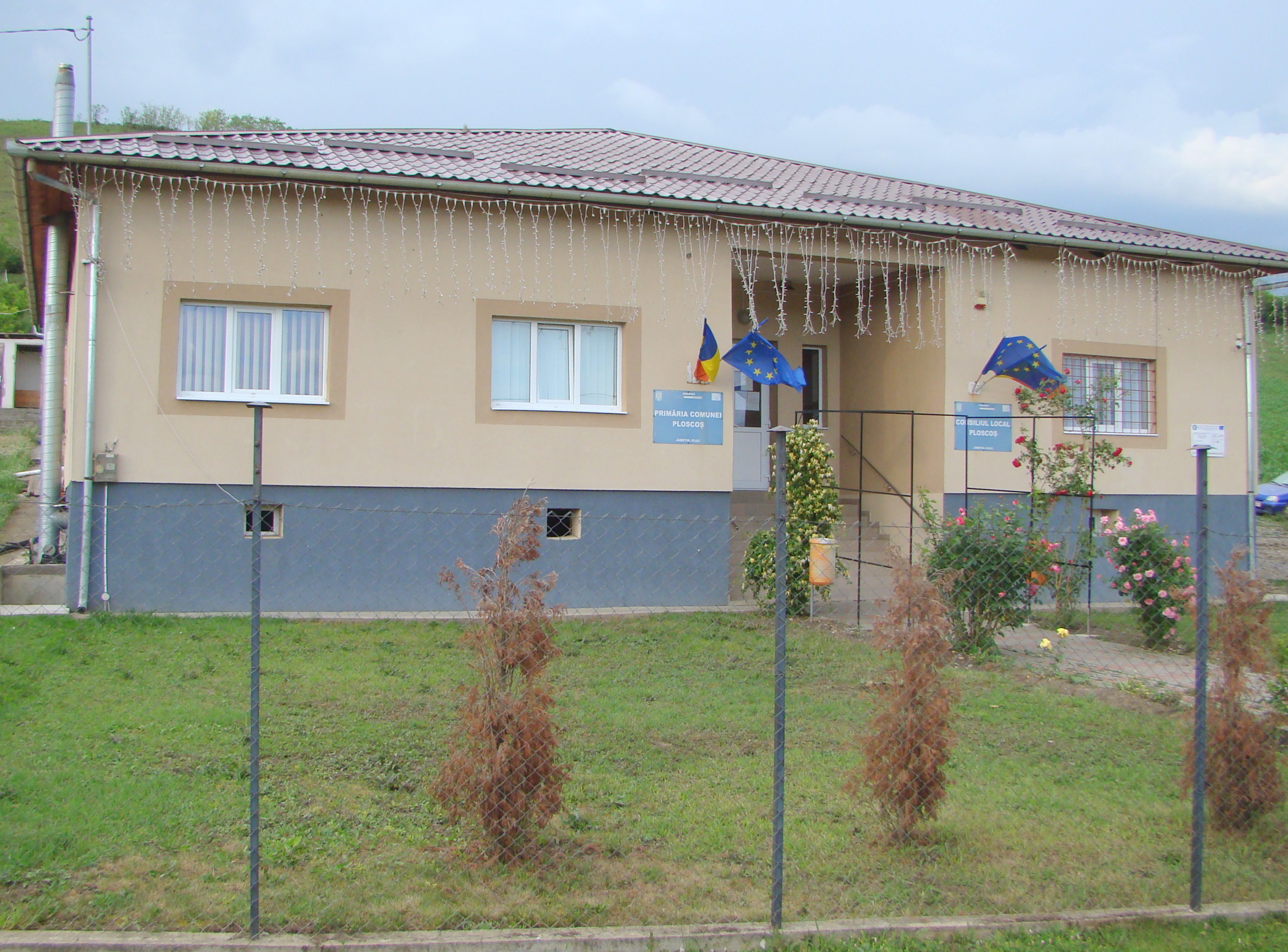
Primăria comunei
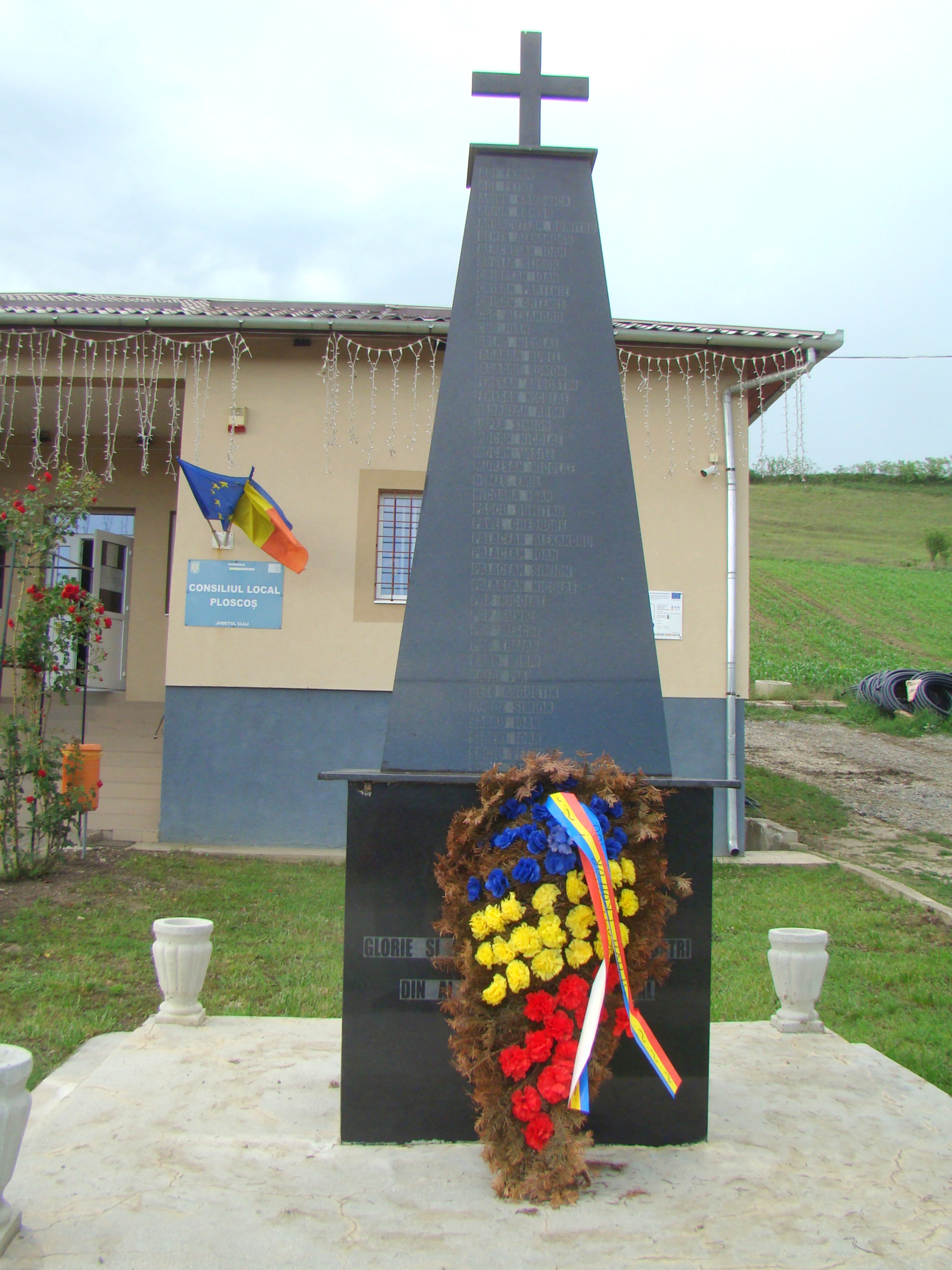
Monumentul eroilor
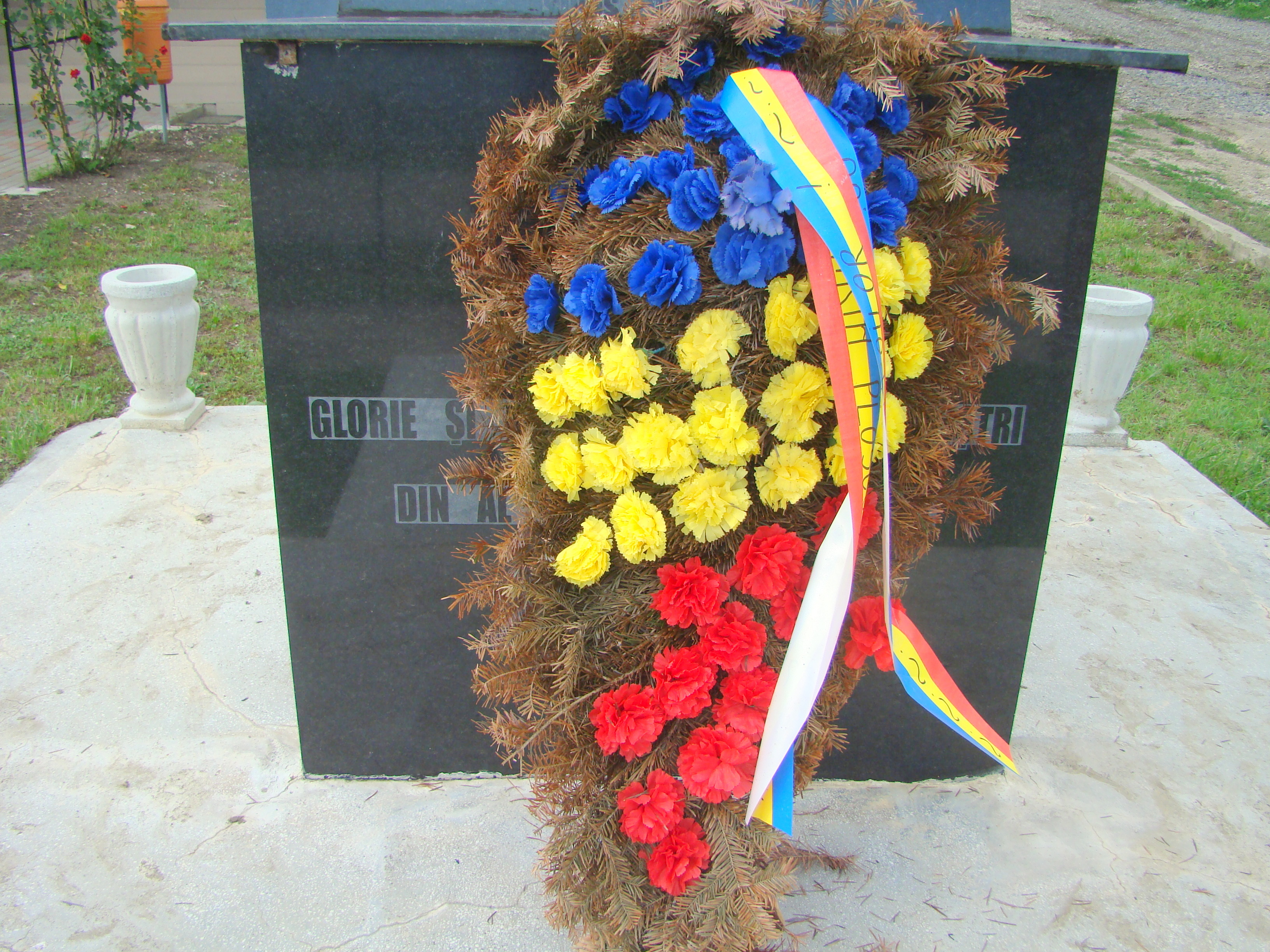
Monumentul eroilor (detaliu)
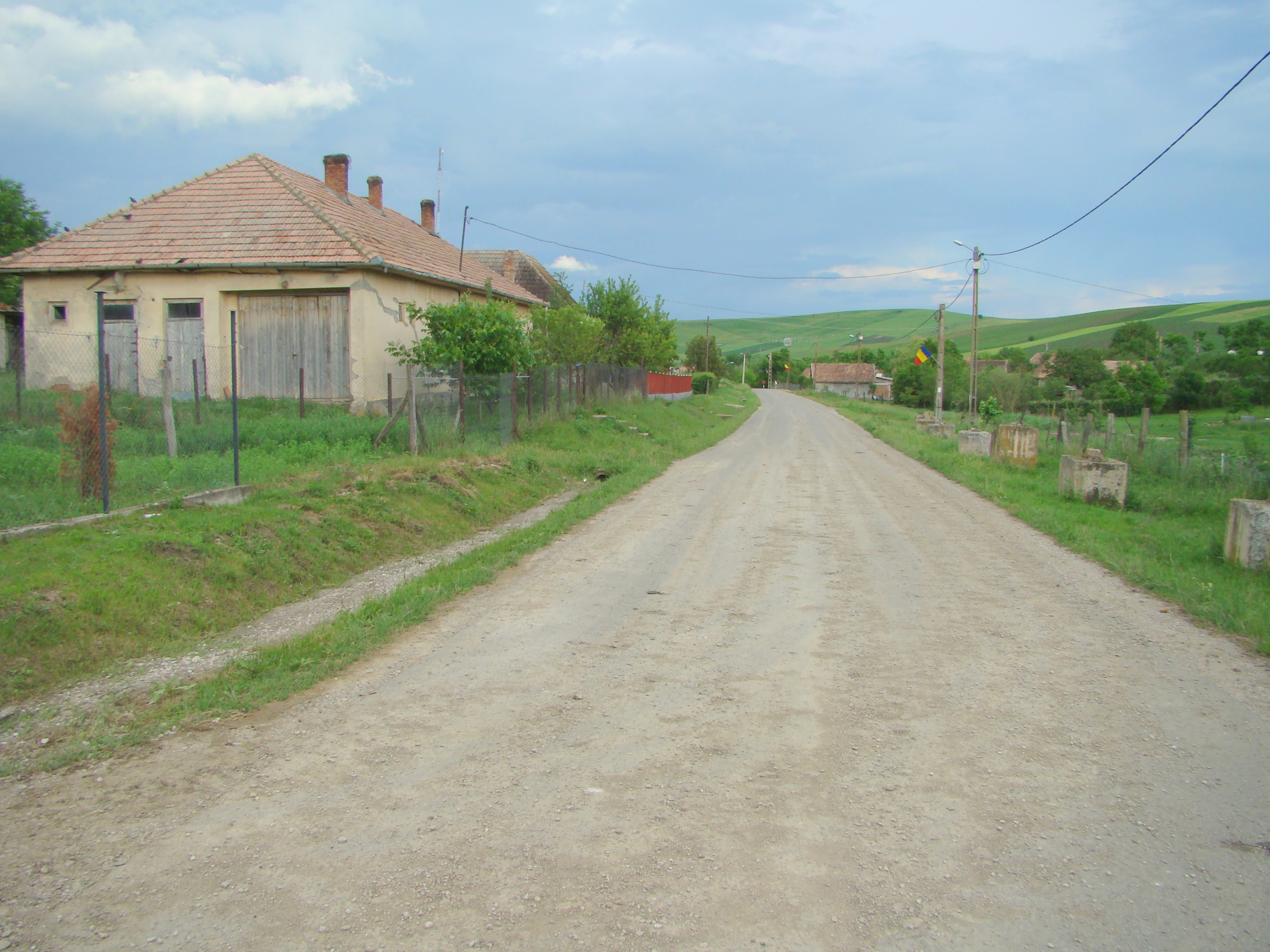
Ploscoș, județul Cluj
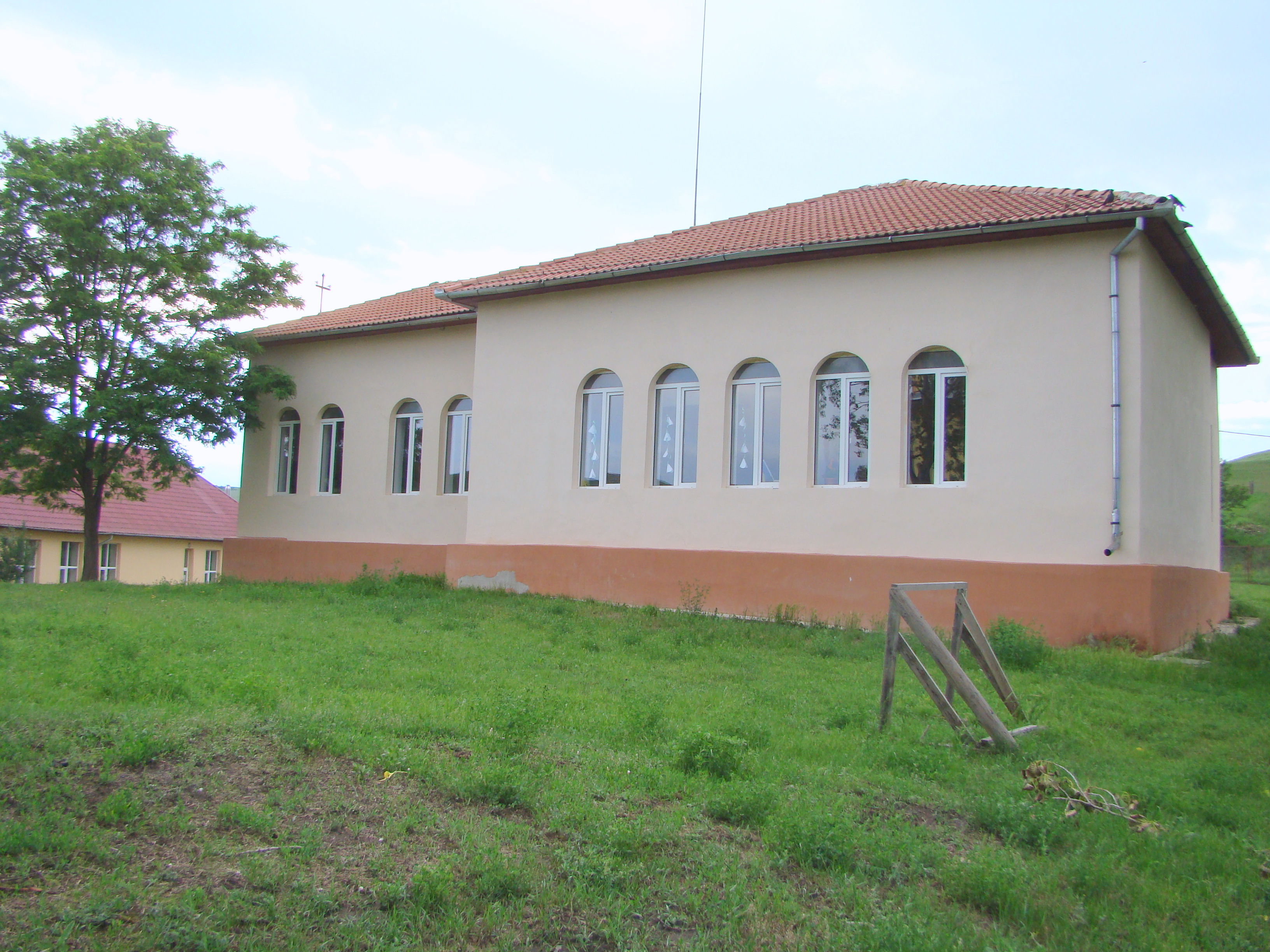
Căminul cultural
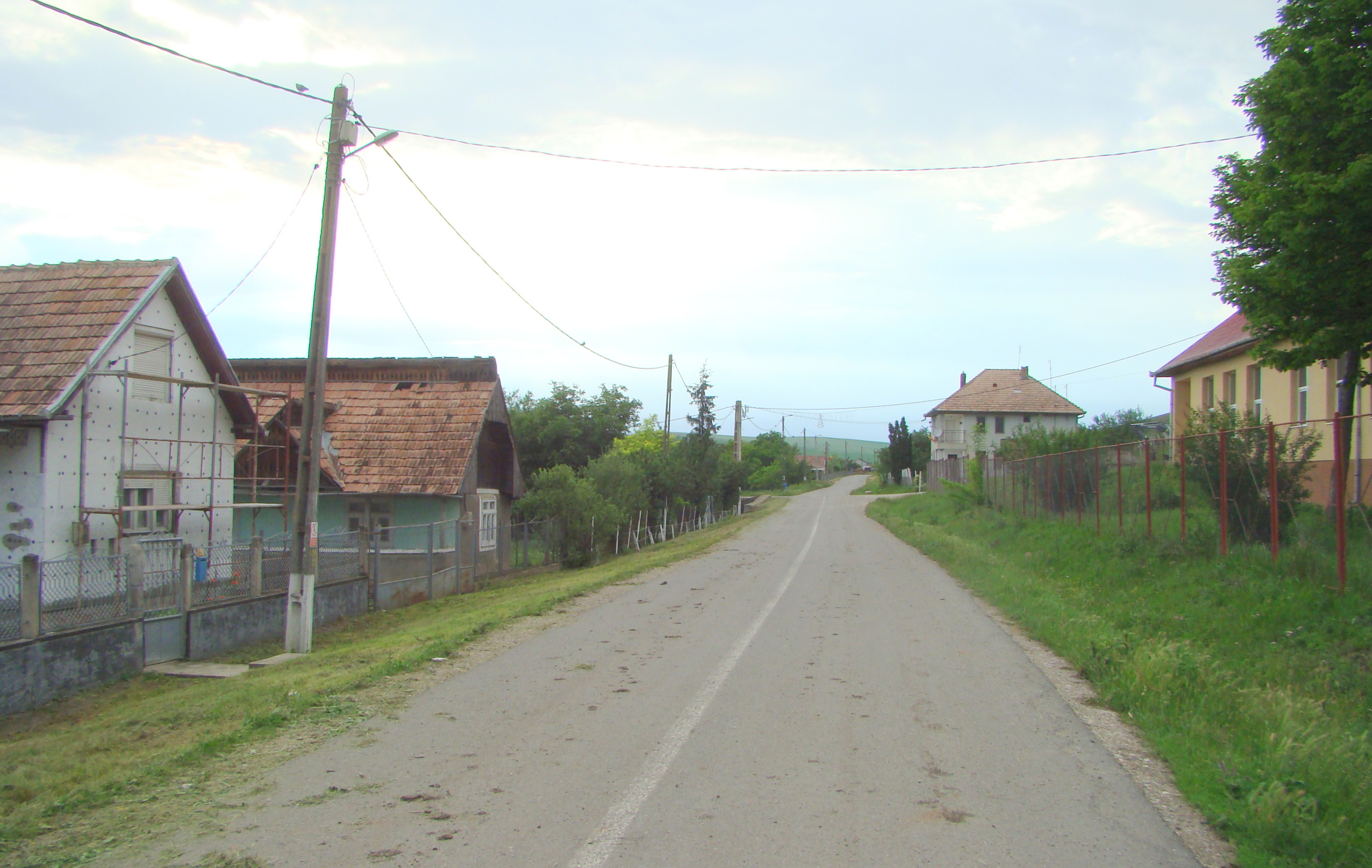
Ploscoș, județul Cluj
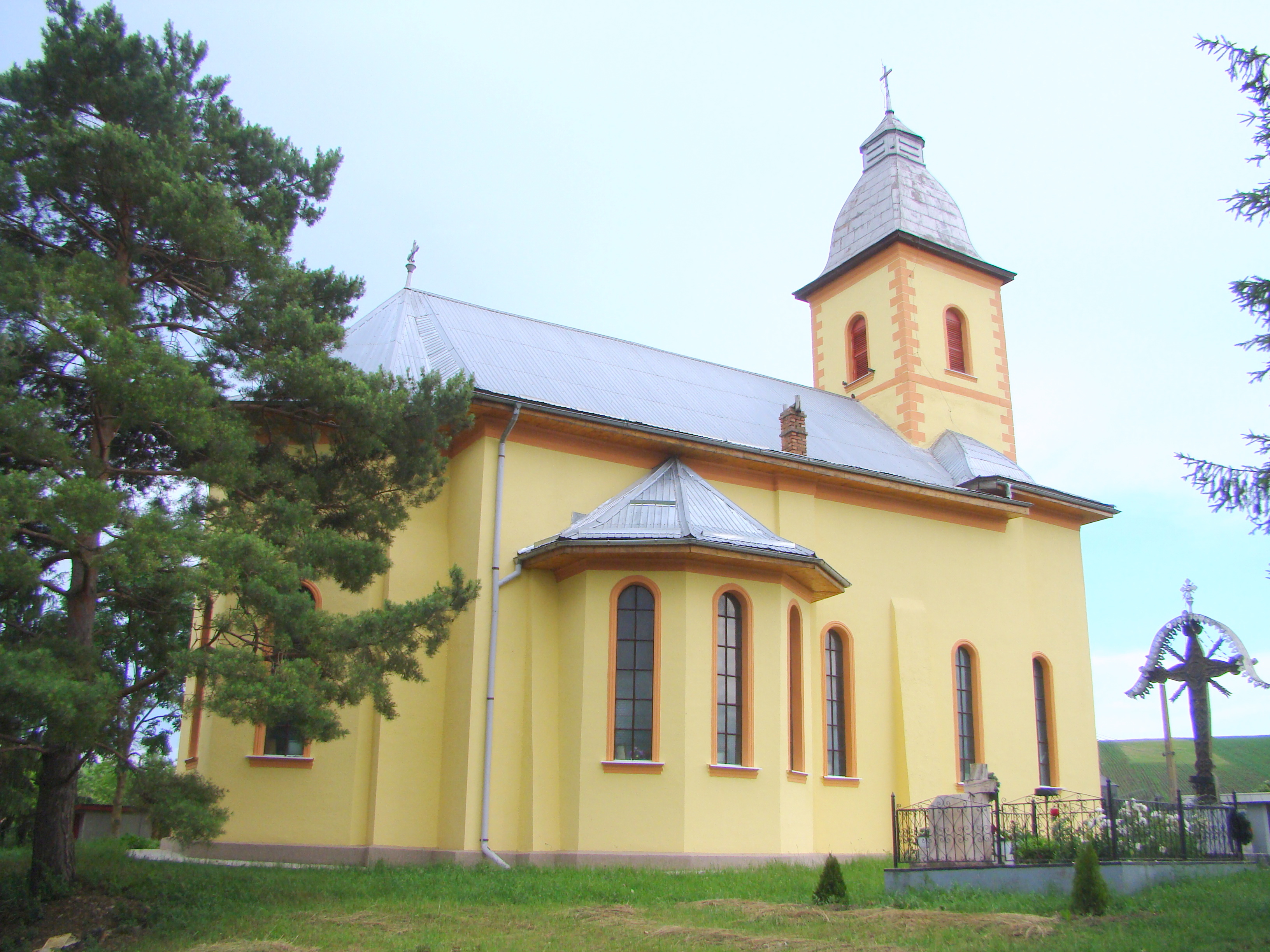
Biserica „Sfântul Nicolae”
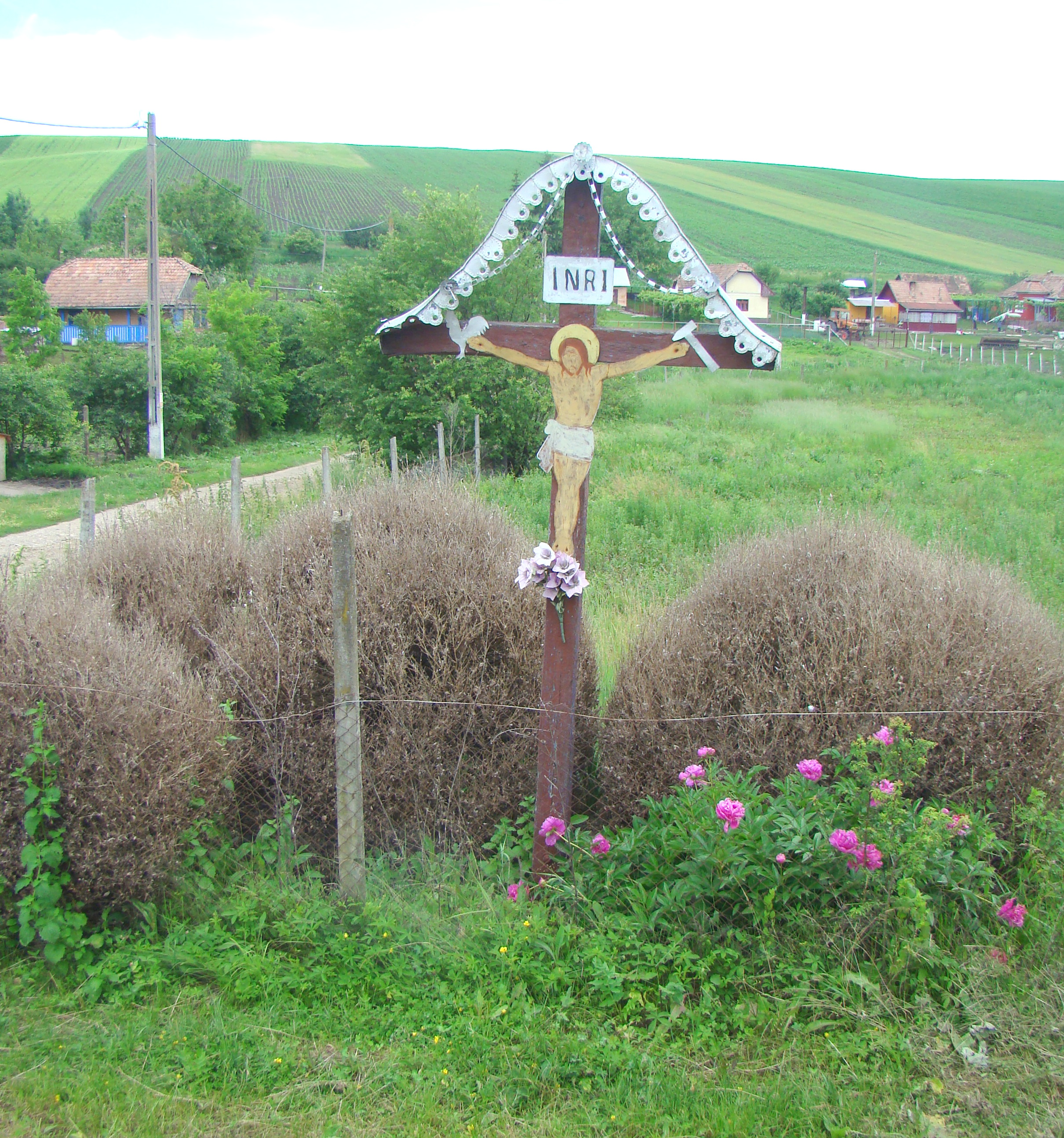
Troița bisericii Sfântului Niculae din Ploscoș, județul Cluj
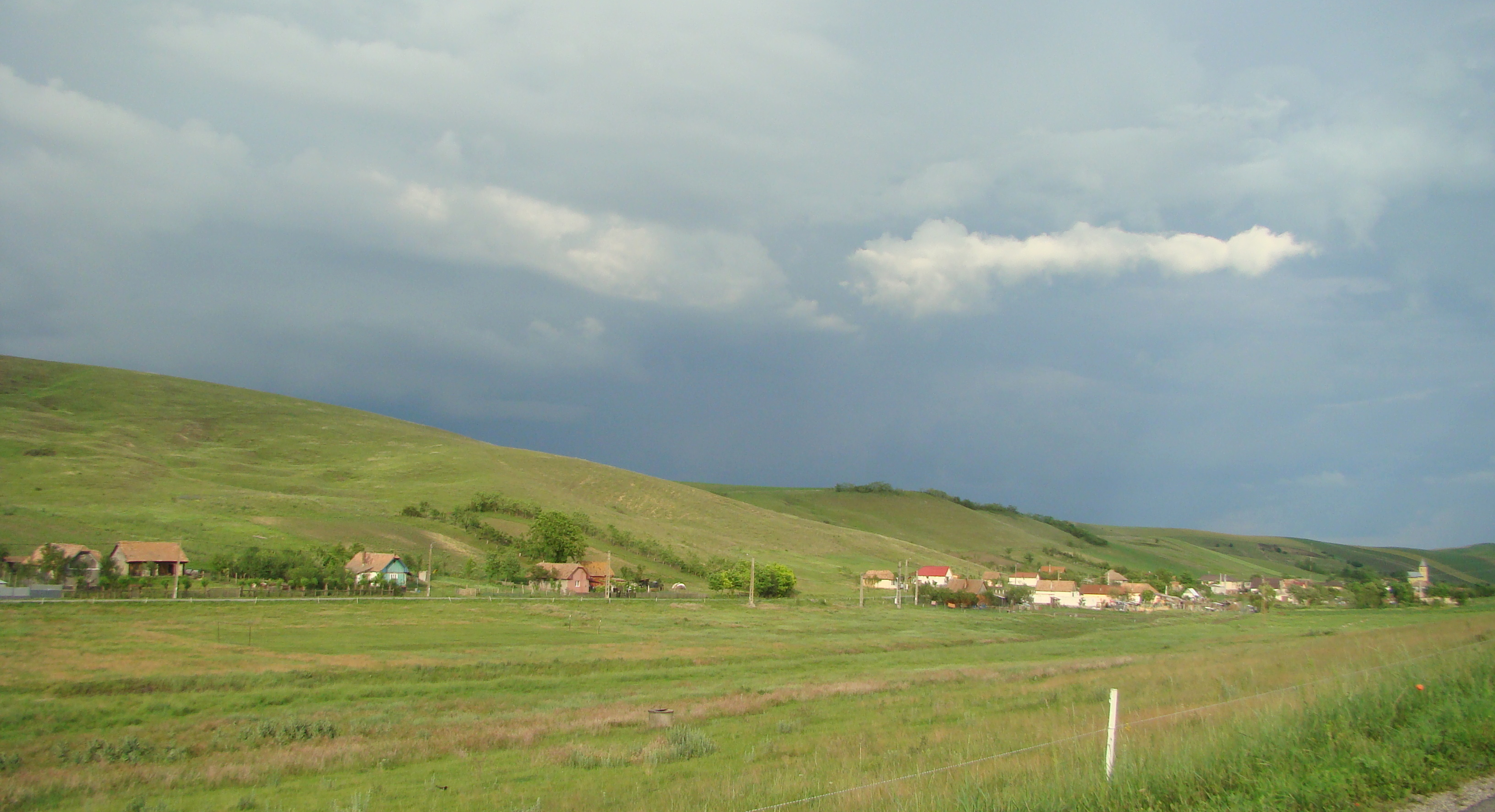
comuna Ploscoș, județul Cluj
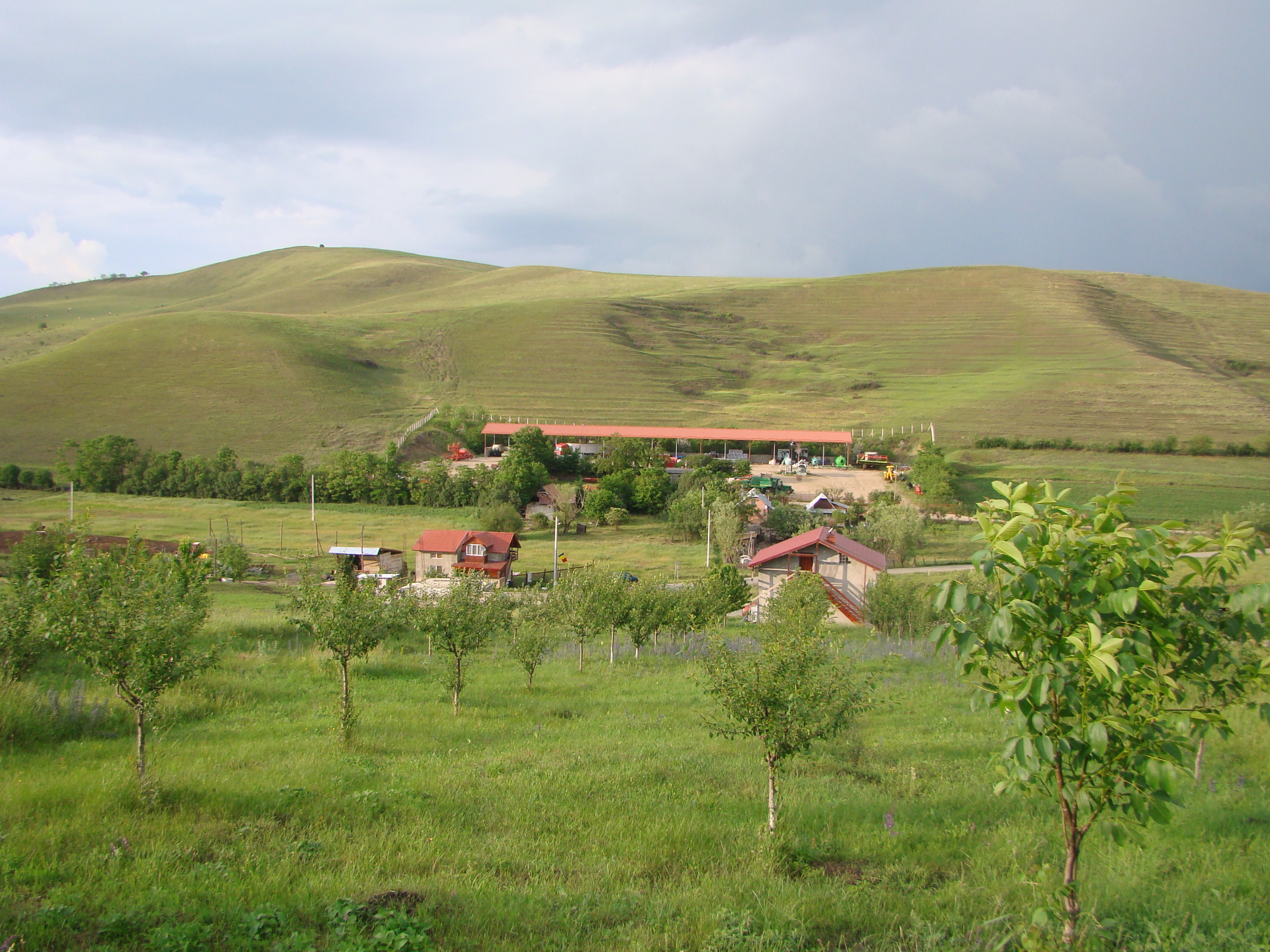
comuna Ploscoș, județul Cluj
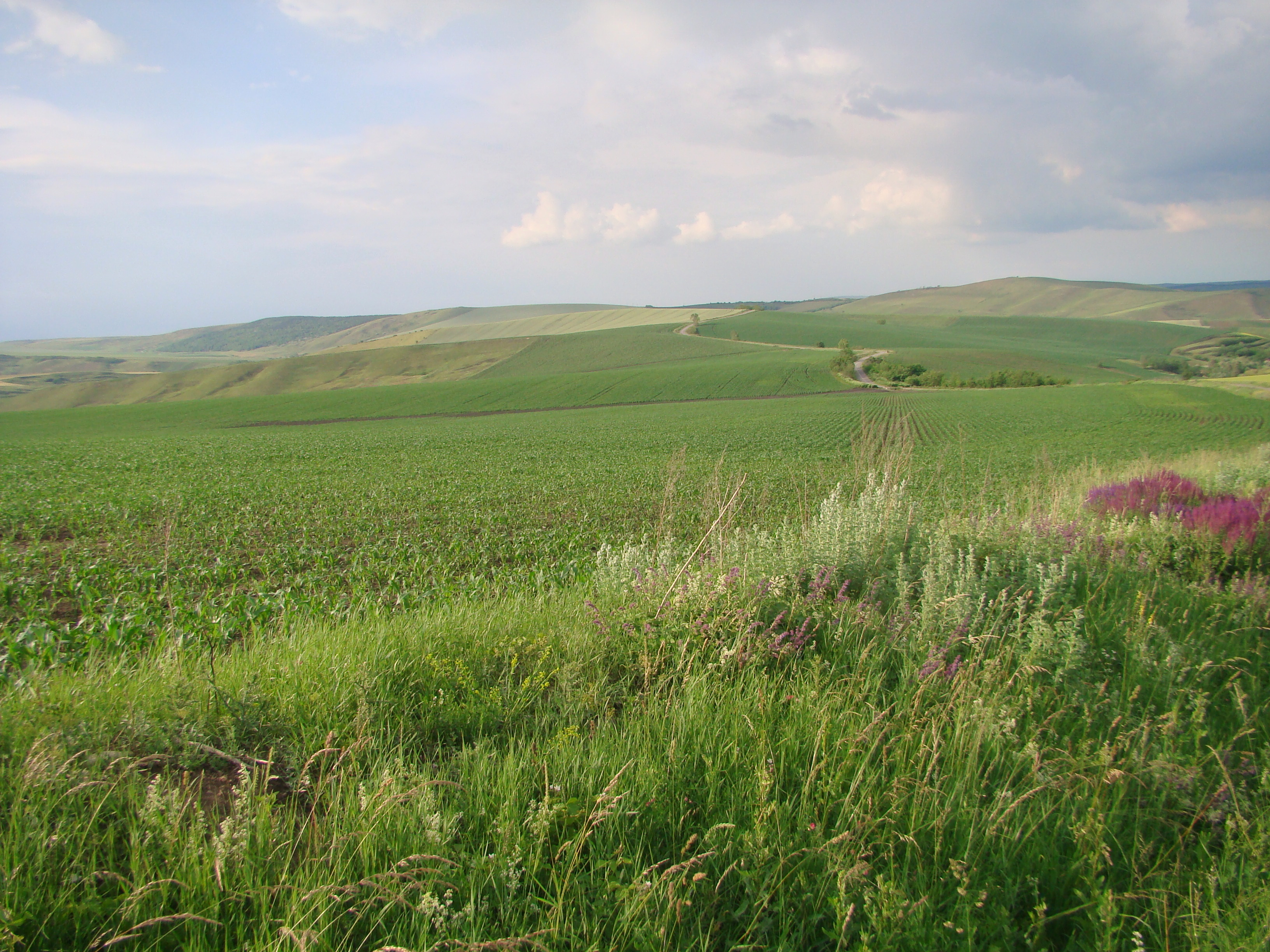
Lângă drumul Turda-Ploscoș (județul Cluj)
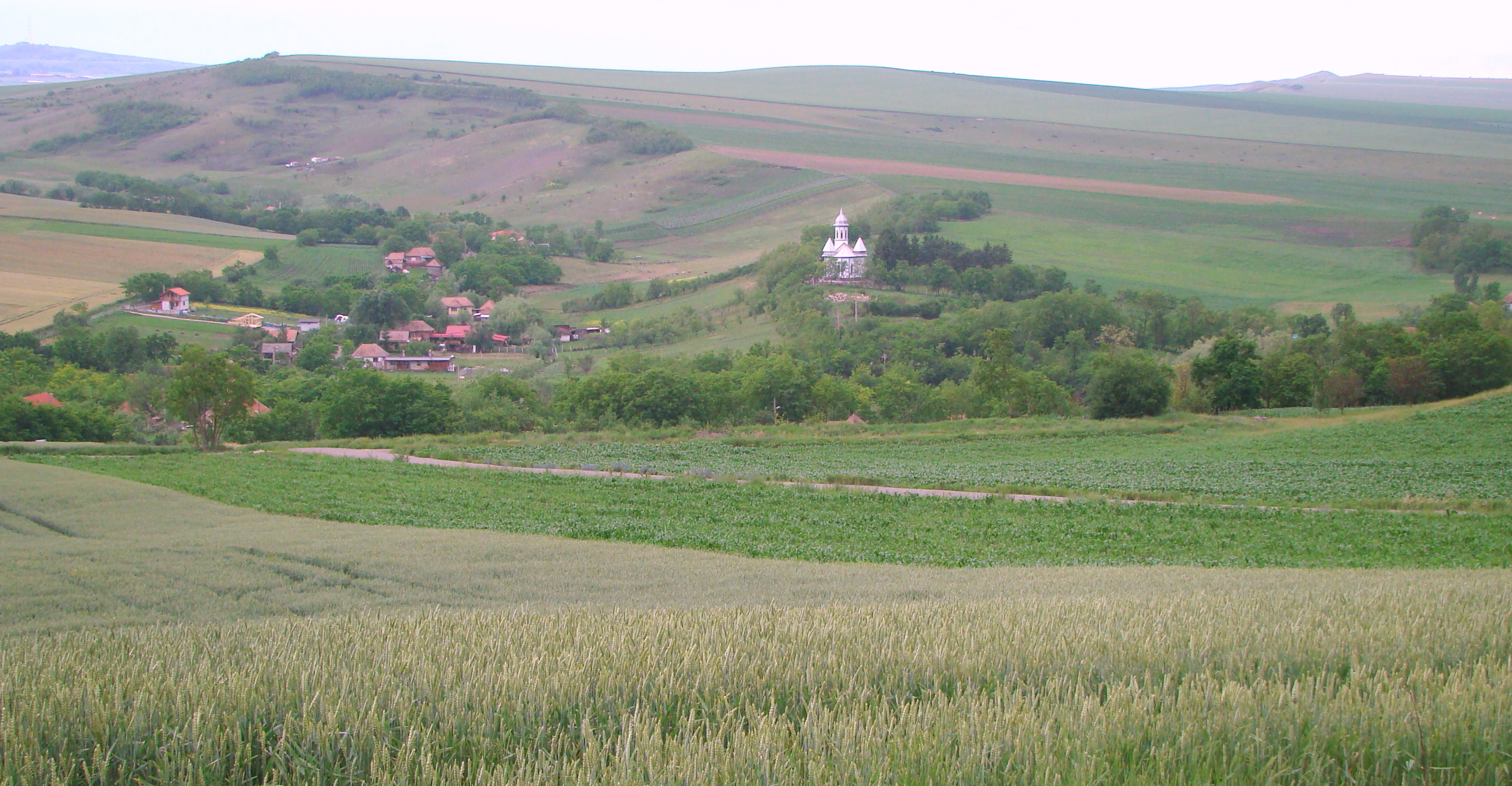
Crairât
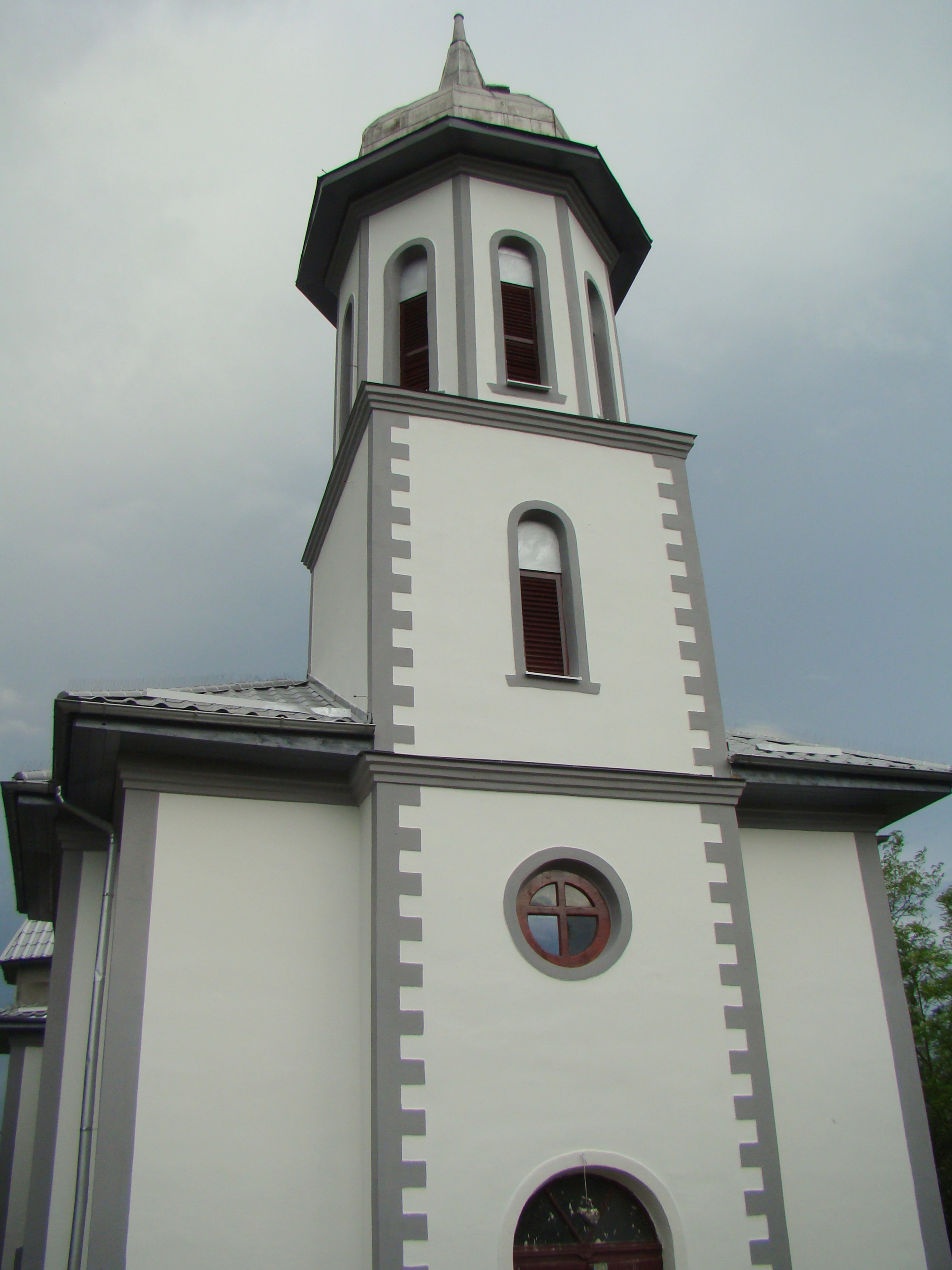
Biserica „Buna Vestire” (1937)
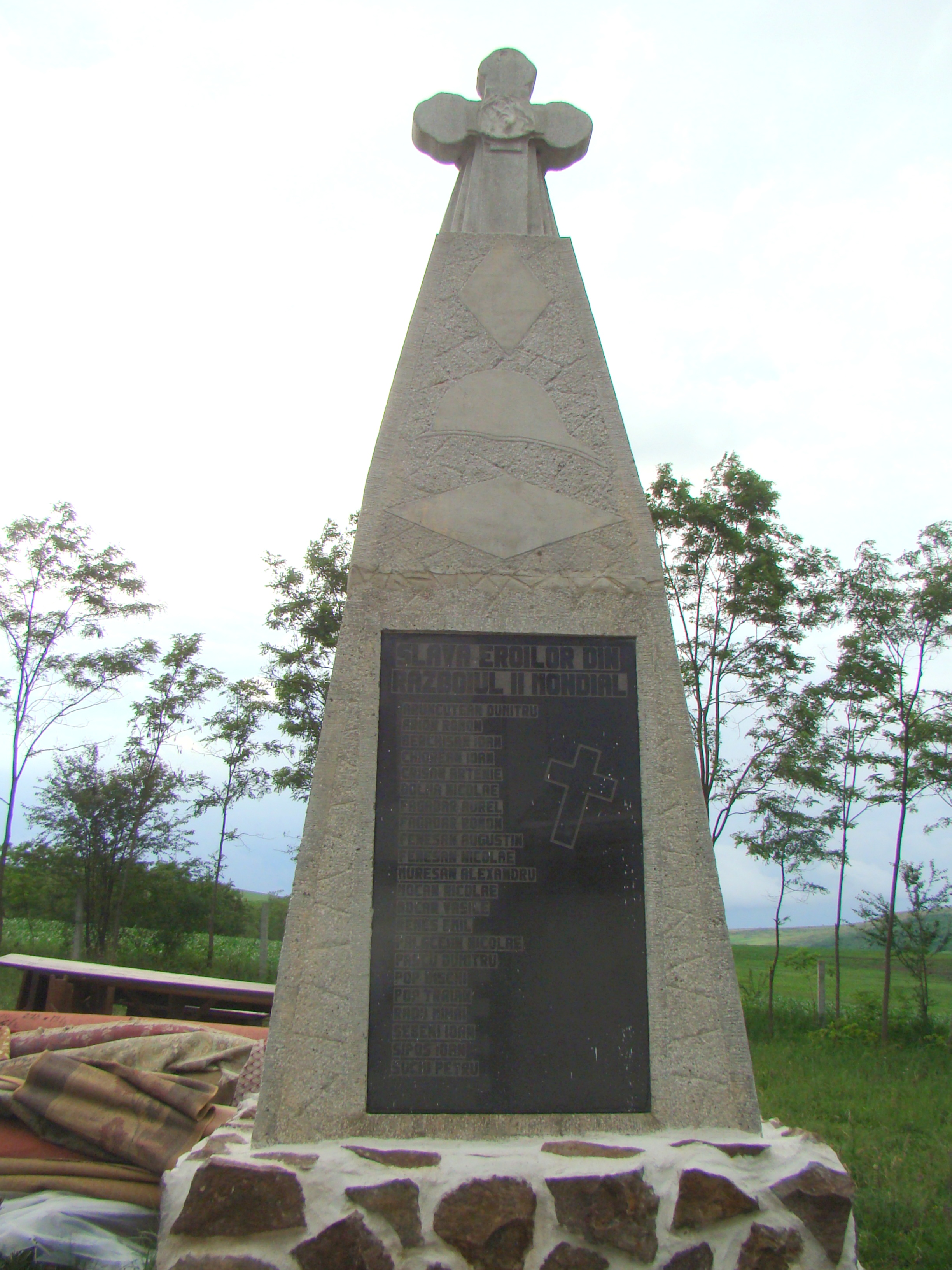
Monumentul eroilor
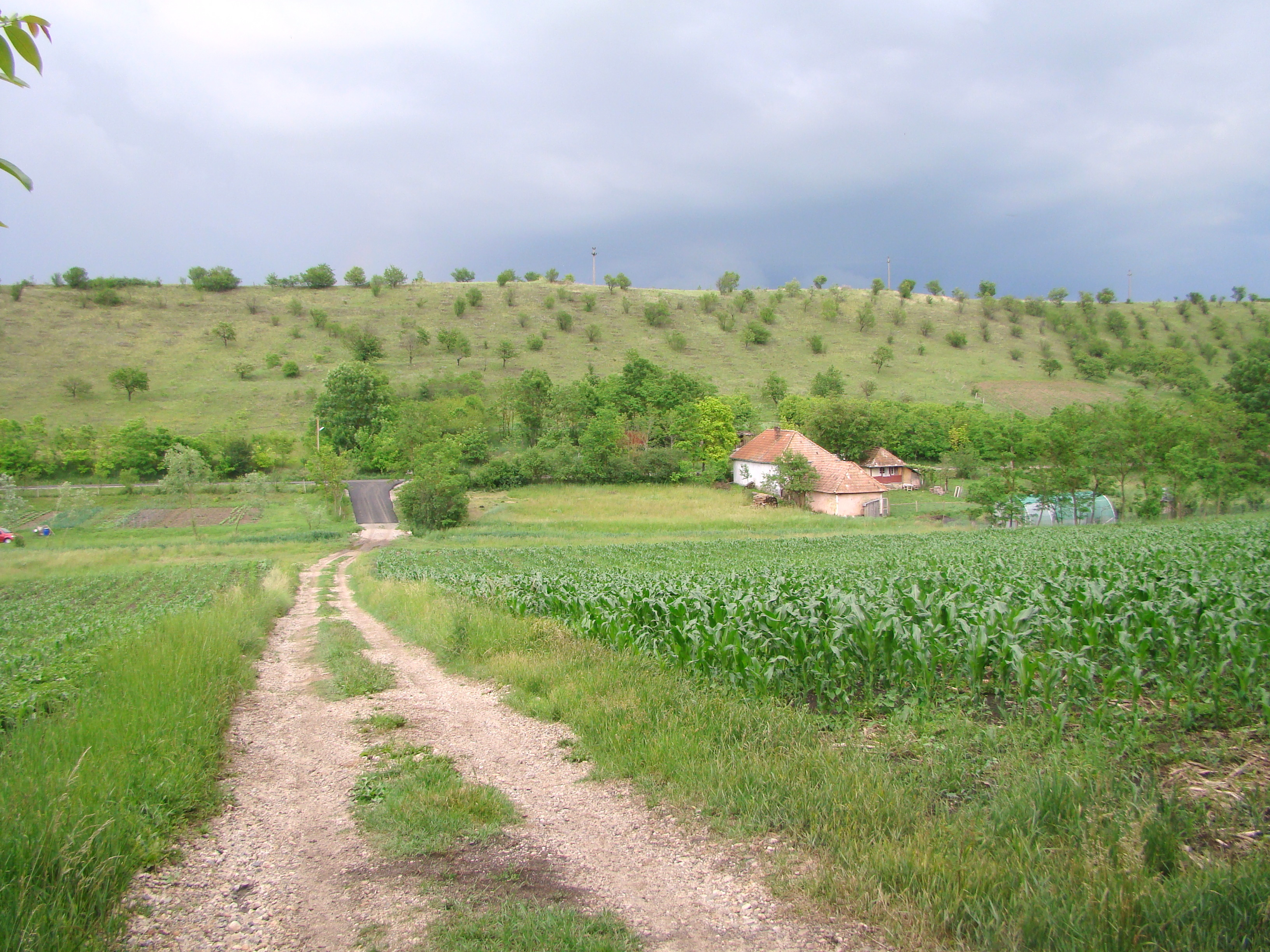
Crairât
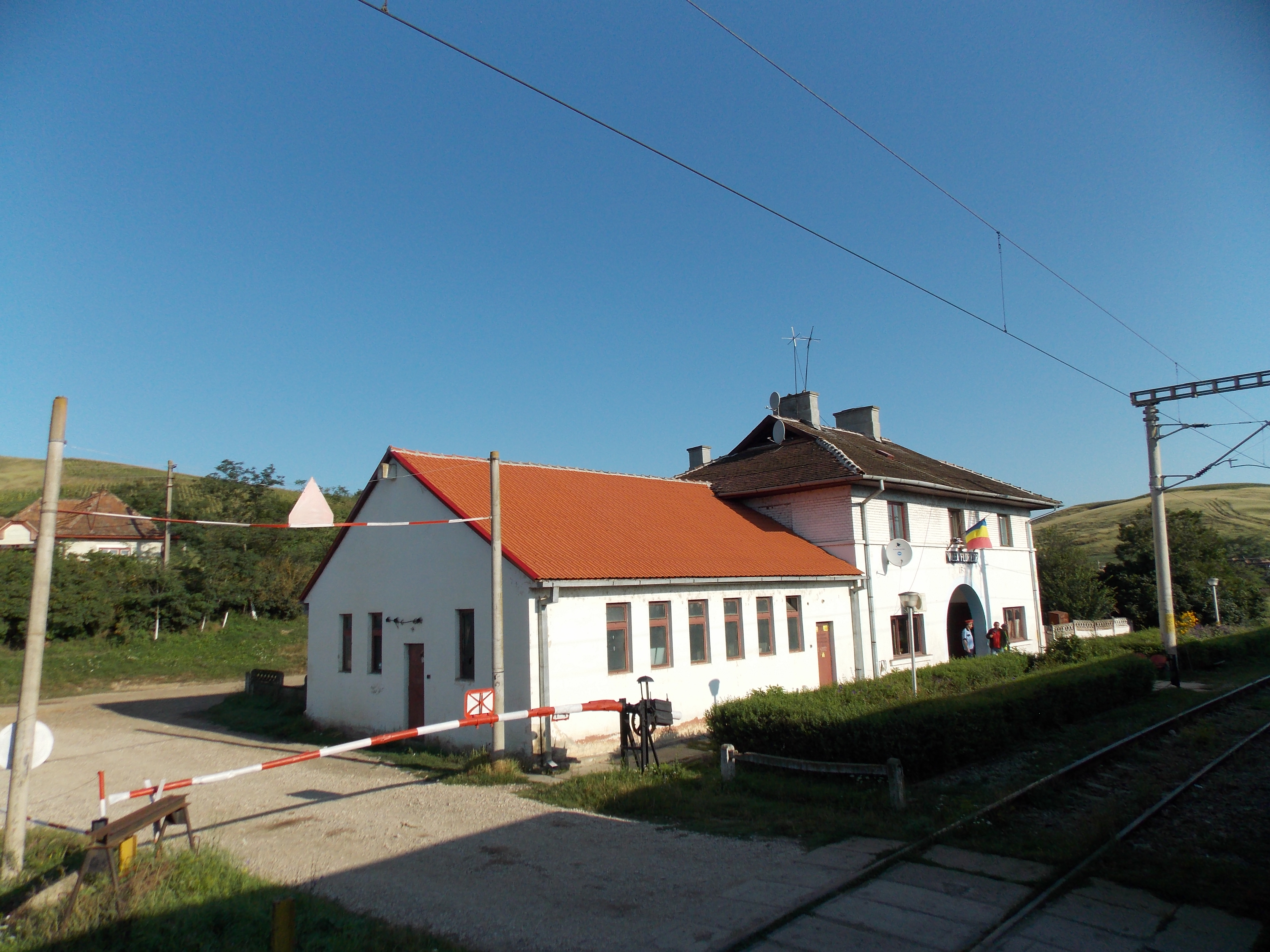
Gara CFR Valea Florilor